# 横山博敏
横山 博敏（よこやま ひろとし、1975年5月9日-）は、鹿児島県姶良市出身の元プロサッカー選手、サッカー指導者。現役時代のポジションはミッドフィールダー。
長男の横山歩夢（サガン鳥栖所属）、次男の横山夢樹（FC今治所属）、共にプロサッカー選手。

## 来歴
加治木町立加治木中学校、鹿児島実業高等学校、大阪商業大学を経て1998年にJリーグのジェフユナイテッド市原へ入団。2年間所属したのち2000年に日本フットボールリーグ(JFL)・横浜FCに移籍し、Jリーグ入りに貢献した。その後も横浜FCの主力として活躍したが、若手の台頭で出場機会が減少したため、活躍の場を求めて2004年にヴァンフォーレ甲府にレンタル移籍。2005年に完全移籍したが出場機会に恵まれることなくシーズン終了後に戦力外通告を受けた。
2006年より東北社会人サッカーリーグのTDKサッカー部に移籍し、全国地域リーグ決勝大会で得点を挙げるなどチームのJFL昇格へ貢献した。2007年シーズンに引退。
2008年、TDKのコーチに就任。2009年12月1日にTDKがクラブチーム化して発足したブラウブリッツ秋田の初代監督に2010年シーズンより就任。2011年シーズン終了後に退任した。
2015年4月に鈴江コーポレーションへ入社。2017年6月に同社取締役官吏部長、2018年4月に安全総括部長、2021年12月に総務部長、2022年6月に専務取締役管理本部長、2023年6月に港湾運送事業本部管掌へそれぞれ就任している。

## エピソード
- 鹿児島実業高校サッカー部の同学年に元日本代表の城彰二や元U-23日本代表の遠藤彰弘がいた。特に城彰二とは中学校時代からの付き合いである（在学中に城が加治木町へ転校してきた）。[要出典]
- 甲府時代のあだ名は『もろこし』。横浜FC時代にファッション雑誌に掲載された際、クマひげに麦わら帽子といかにも農家風の風貌であった（明治製菓のカールおじさんに似ていた）ことと、名前の「ひろとし」と「もろこし」の発音が似ていることから付けられた。[要出典]なお、ここで言う「もろこし」とは秋田の銘菓やタカキビの別名ではなく、トウモロコシの山梨県の呼び方である。

## 所属クラブ
- 1988年 - 1990年 加治木町立加治木中学校
- 1991年 - 1993年 鹿児島実業高等学校
- 1994年 - 1997年 大阪商業大学
- 1998年 - 1999年 ジェフユナイテッド市原
- 2000年 - 2004年 横浜FC
  - 2004年9月-2004年12月 ヴァンフォーレ甲府 (期限付き移籍)
- 2005年 ヴァンフォーレ甲府
- 2006年 - 2007年 TDKサッカー部 (2007年はコーチ兼任)

## 成績
| 国内大会個人成績 | 国内大会個人成績 | 国内大会個人成績 | 国内大会個人成績 | 国内大会個人成績 | 国内大会個人成績 | 国内大会個人成績 | 国内大会個人成績 | 国内大会個人成績 | 国内大会個人成績 | 国内大会個人成績 | 国内大会個人成績 |
| 年度             | クラブ           | 背番号           | リーグ           | リーグ戦         | リーグ戦         | リーグ杯         | リーグ杯         | オープン杯       | オープン杯       | 期間通算         | 期間通算         |
| 年度             | クラブ           | 背番号           | リーグ           | 出場             | 得点             | 出場             | 得点             | 出場             | 得点             | 出場             | 得点             |
| 日本             | 日本             | 日本             | 日本             | リーグ戦         | リーグ戦         | リーグ杯         | リーグ杯         | 天皇杯           | 天皇杯           | 期間通算         | 期間通算         |
| ---------------- | ---------------- | ---------------- | ---------------- | ---------------- | ---------------- | ---------------- | ---------------- | ---------------- | ---------------- | ---------------- | ---------------- |
| 1996             | 大商大           |                  | -                | -                | -                | -                | -                | 1                | 0                | 1                | 0                |
| 1998             | 市原             | 13               | J                | 11               | 0                | 0                | 0                | 0                | 0                | 11               | 0                |
| 1999             | 市原             | 13               | J1               | 16               | 0                | 2                | 0                | 0                | 0                | 18               | 0                |
| 2000             | 横浜FC           | 13               | JFL              | 21               | 7                | -                | -                | 2                | 0                | 23               | 7                |
| 2001             | 横浜FC           | 13               | J2               | 27               | 1                | 3                | 1                | 1                | 0                | 31               | 2                |
| 2002             | 横浜FC           | 13               | J2               | 2                | 0                | -                | -                | 2                | 0                | 4                | 0                |
| 2003             | 横浜FC           | 13               | J2               | 39               | 3                | -                | -                | 3                | 1                | 42               | 4                |
| 2004             | 横浜FC           | 13               | J2               | 12               | 0                | -                | -                | -                | -                | 12               | 0                |
| 2004             | 甲府             | 38               | J2               | 12               | 0                | -                | -                | 2                | 0                | 14               | 0                |
| 2005             | 甲府             | 13               | J2               | 5                | 1                | -                | -                | 0                | 0                | 5                | 1                |
| 2006             | TDK              | 20               | 東北1部          | 12               | 5                | -                | -                | 2                | 0                | 14               | 5                |
| 2007             | TDK              | 20               | JFL              | 16               | 0                | -                | -                | 0                | 0                | 16               | 0                |
| 通算             | 日本             | 日本             | J1               | 27               | 0                | 2                | 0                | 0                | 0                | 29               | 0                |
| 通算             | 日本             | 日本             | J2               | 97               | 5                | 3                | 1                | 8                | 1                | 108              | 7                |
| 通算             | 日本             | 日本             | JFL              | 37               | 7                | -                | -                | 2                | 0                | 39               | 7                |
| 通算             | 日本             | 日本             | 東北1部          | 12               | 5                | -                | -                | 2                | 0                | 14               | 5                |
| 通算             | 日本             | 日本             | 他               | -                | -                | -                | -                | 1                | 0                | 1                | 0                |
| 総通算           | 総通算           | 総通算           | 総通算           | 173              | 17               | 5                | 1                | 13               | 1                | 191              | 19               |

- リーグ戦初出場 - 1998年3月21日 J-1st第1節 浦和レッズ戦 (駒場)
- リーグ戦初得点 - 2001年11月18日 J2第44節 水戸ホーリーホック戦 (三ツ沢)

その他の公式戦
- 1998年
  - J1参入決定戦 1試合0得点

## 指導歴
- 2007年 - 2009年 TDKサッカー部 コーチ
- 2010年 - 2011年 ブラウブリッツ秋田 監督